# Daïra de Sig
La daïra de Sig est une circonscription administrative algérienne située dans la wilaya de Mascara. Son chef-lieu est situé sur la commune éponyme de Sig.

## Communes
La daïra regroupe les trois communes de Sig, Chorfa et Bou Henni.